# Riba-roja (PEIN)
Riba-roja és un espai d'interès natural de Catalunya (PEIN), situat a cavall de tres comarques (Ribera d'Ebre, Segrià i Terra Alta) i cinc municipis (Almatret, la Fatarella, la Pobla de Massaluca, Riba-roja d'Ebre i Vilalba dels Arcs). L'espai, que comprèn els costers calcari-margosos de les serres de la zona, s'estén a banda i banda de l'Ebre i inclou l'aiguabarreig del Matarranya i una part de l'embassament de Riba-roja. Ocupa 6.556,05 ha amb un perímetre de 55,6 km, uns 6 dels quals formen la frontera amb l'Aragó en aquesta zona i, conjuntament amb l'espai natural de Tossals d'Almatret, forma part de la xarxa Natura 2000.
L'espai acull una gran riquesa d'espècies meridionals i continentals típiques de la zona, i hi són nombroses les espècies vegetals de gran interès biogeogràfic: el pi blanc comparteix espai amb diverses espècies d'afinitat marítima (arbocer,Viburnum tinus, Phyllirea latifolia...). El sotabosc de la pineda està format per les màquies continentals de garric i arçot i per les brolles calcícoles de romaní, i també s'hi troben canyissars i salzes.
Pel que fa a la fauna, gràcies en part a la diversitat d'hàbitats que presenta, la seva situació geogràfica i la considerable extensió d'un paisatge poc humanitzat, és rica i variada, amb notables espècies de mamífers dels boscos mediterranis (llúdria, turó, diverses espècies de rat-penats) i nombroses espècies d'ocells que hi tenen la seva àrea de cria i alimentació; s'hi pot trobar el milà negre, l'aufrany, el duc, el torlit, el blauet i el voltor, entre d'altres. Quant a la vida aquàtica, s'hi pot destacar el barb, la madrilla (Chodrostoma toxostoma), la bagra, el gobi (Gobio gobio) o la bavosa de riu, a més d'espècies introduïdes com ara el lluç de riu (Esox lucius) i el silur. Cal esmentar també el mol·lusc Margaritifera auricularia, molt rar a Catalunya.